# Pedro Juan Gutiérrez
Pedro Juan Gutiérrez (Matanças, 1950) é um escritor, pintor e jornalista cubano. É reconhecido internacionalmente como um dos escritores mais talentosos da nova narrativa cubana.
Começou a trabalhar aos 11 anos como vendedor de sorvete e de jornal. Foi soldado sapador durante quase cinco anos, instrutor de natação e caiaque, cortador de cana-de-açúcar e trabalhador agrícola de 1966 a 1970, técnico em construção, desenhista técnico, locutor de rádio e, durante 26 anos, jornalista. É pintor, escultor e autor de vários livros de prosa e poesia. Atualmente, vive em Havana e dedica-se exclusivamente à literatura e à pintura.

### Livros
- Trilogia Suja de Havana (1998)
- O Rei de Havana (1999)
- Animal Tropical (2000)
- O Insaciável Homem-aranha (2002)
- Carne de cão (2003)
- Nosso GG em Havana (2004)
- O Ninho da Serpente: Memórias do Filho do Sorveteiro (2005)
- Coração Mestiço (2007)
- Fabian y el Caos (2015)

### Contos
- Melancolia dos leões (2000)

### Poesia
- Esplendidos peces plateados
- Fuego contra los herejes
- Yo y una lujuriosa negra vieja
- Lulú la perdida y otros poemas de John Snake
- Morrer em Paris.

### Prémios
Animal Tropical (galardoado com o Prêmio Afonso García-Ramos de Romance 2000, na Espanha, atribuído conjuntamente pelo Cabildo de Tenerife e Editorial Anagrama) e, Carne de Cão (vencedor do Prêmio no Italia Narrativa Sur del Mundo).